# Pertusaria trochiscea
Pertusaria trochiscea är en lavart som beskrevs av Norman. Pertusaria trochiscea ingår i släktet Pertusaria, och familjen Pertusariaceae. Arten är reproducerande i Sverige.